# ألبرت تشارتير
ألبرت تشارتير هو مصمم كندي، ولد في 16 يونيو 1912 في مونتريال في كندا، وتوفي في 21 فبراير 2004 في جولييت في كندا.